# ژیانگشانین
| سامانه    | ردیف        | اشکوب       | میلیون سال پیش |
| --------- | ----------- | ----------- | -------------- |
| اردوویسین | زیرین       | ترمادوسین   | → پس از آن     |
| کامبرین   | فورونجین    | اشکوب دهم   | ۴۸۵,۴–۴۸۹٬۵    |
| کامبرین   | فورونجین    | ژیانگشانین  | ۴۸۹٬۵-۴۹۴      |
| کامبرین   | فورونجین    | پایبین      | ۴۹۴–۴۹۷        |
| کامبرین   | میائولینگین | گوژانگین    | ۴۹۷–۵۰۰٬۵      |
| کامبرین   | میائولینگین | درومین      | ۵۰۰٬۵-۵۰۴٬۵    |
| کامبرین   | میائولینگین | وولیوئن     | ۵۰۴٬۵–۵۰۹      |
| کامبرین   | ردیف دوم    | اشکوب چهارم | ۵۰۹–۵۱۴        |
| کامبرین   | ردیف دوم    | اشکوب سوم   | ۵۱۴-۵۲۱        |
| کامبرین   | ترنووین     | اشکوب دوم   | ۵۲۱-۵۲۹        |
| کامبرین   | ترنووین     | فورتونین    | ۵۲۹–۵۴۱٬۰      |
| ادیاکاران | ادیاکاران   | ادیاکاران   | → پیش از آن    |

ژیانگشانین (انگلیسی: Jiangshanian) اشکوب میانی از ردیف فورونجین است که در ستون چینه‌شناسی پس از اشکوب پایبین و پیش از اشکوب ۱۰ کامبرین جای می‌گیرد. مرز زیرین این اشکوب با نخستین پیدایش تریلوبیت در حدود ۴۹۴ میلیون سال پیش مشخص می‌شود. ژیانگشانین در حدود ۴۸۹٫۵ میلیون سال پیش پایان یافت.
نام این اشکوب از شهر ژیانگشان در استنان چجیانگ چین گرفته شده است.